# Bernd Nickel
Bernd Nickel (15. března 1949, Eisemroth – 27. října 2021) byl německý fotbalista, záložník. Byl známý jako střelec z velké vzdálenosti a exekutor volných přímých kopů.

## Fotbalová kariéra
V německé bundeslize hrál za Eintracht Frankfurt. Nastoupil ve 425 bundesligových utkáních a dal 141 gólů. Získal německý pohár s Eintrachtem Frankfurt v letech 1974, 1975 a 1981. Poslední sezónu odehrál ve švýcarské lize za Young Boys Bern. V Poháru vítězů pohárů v 16 utkáních a dal 5 gólů a v Poháru UEFA nastoupil ve 26 utkáních a dal 7 gólů. V roce 1980 Pohár UEFA s Eintrachtem Frankfurt vyhrál. Za západoněmeckou fotbalovou reprezentace nastoupil v letech 1974-1976 v 5 utkáních. V roce 1972 byl členem západoněmecké fotbalové reprezentace na LOH 1972 v Mnichově, nastoupil v všech 6 utkáních a dal 6 gólů.

## Ligová bilance
| Ročník                               | Zápasy | Góly | Klub                |
| ------------------------------------ | ------ | ---- | ------------------- |
| Německá fotbalová Bundesliga 1967/68 | 9      | 3    | Eintracht Frankfurt |
| Německá fotbalová Bundesliga 1968/69 | 34     | 8    | Eintracht Frankfurt |
| Německá fotbalová Bundesliga 1969/70 | 30     | 9    | Eintracht Frankfurt |
| Německá fotbalová Bundesliga 1970/71 | 32     | 13   | Eintracht Frankfurt |
| Německá fotbalová Bundesliga 1971/72 | 28     | 13   | Eintracht Frankfurt |
| Německá fotbalová Bundesliga 1972/73 | 26     | 9    | Eintracht Frankfurt |
| Německá fotbalová Bundesliga 1973/74 | 21     | 10   | Eintracht Frankfurt |
| Německá fotbalová Bundesliga 1974/75 | 34     | 11   | Eintracht Frankfurt |
| Německá fotbalová Bundesliga 1975/76 | 33     | 15   | Eintracht Frankfurt |
| Německá fotbalová Bundesliga 1976/77 | 33     | 11   | Eintracht Frankfurt |
| Německá fotbalová Bundesliga 1977/78 | 34     | 11   | Eintracht Frankfurt |
| Německá fotbalová Bundesliga 1978/79 | 3      | 1    | Eintracht Frankfurt |
| Německá fotbalová Bundesliga 1979/80 | 26     | 6    | Eintracht Frankfurt |
| Německá fotbalová Bundesliga 1980/81 | 23     | 8    | Eintracht Frankfurt |
| Německá fotbalová Bundesliga 1981/82 | 28     | 7    | Eintracht Frankfurt |
| Německá fotbalová Bundesliga 1982/83 | 31     | 6    | Eintracht Frankfurt |
| 1. švýcarská liga 1983/84            | 20     | 9    | Young Boys Bern     |
| CELKEM                               | 445    | 150  |                     |